# Göran Ax

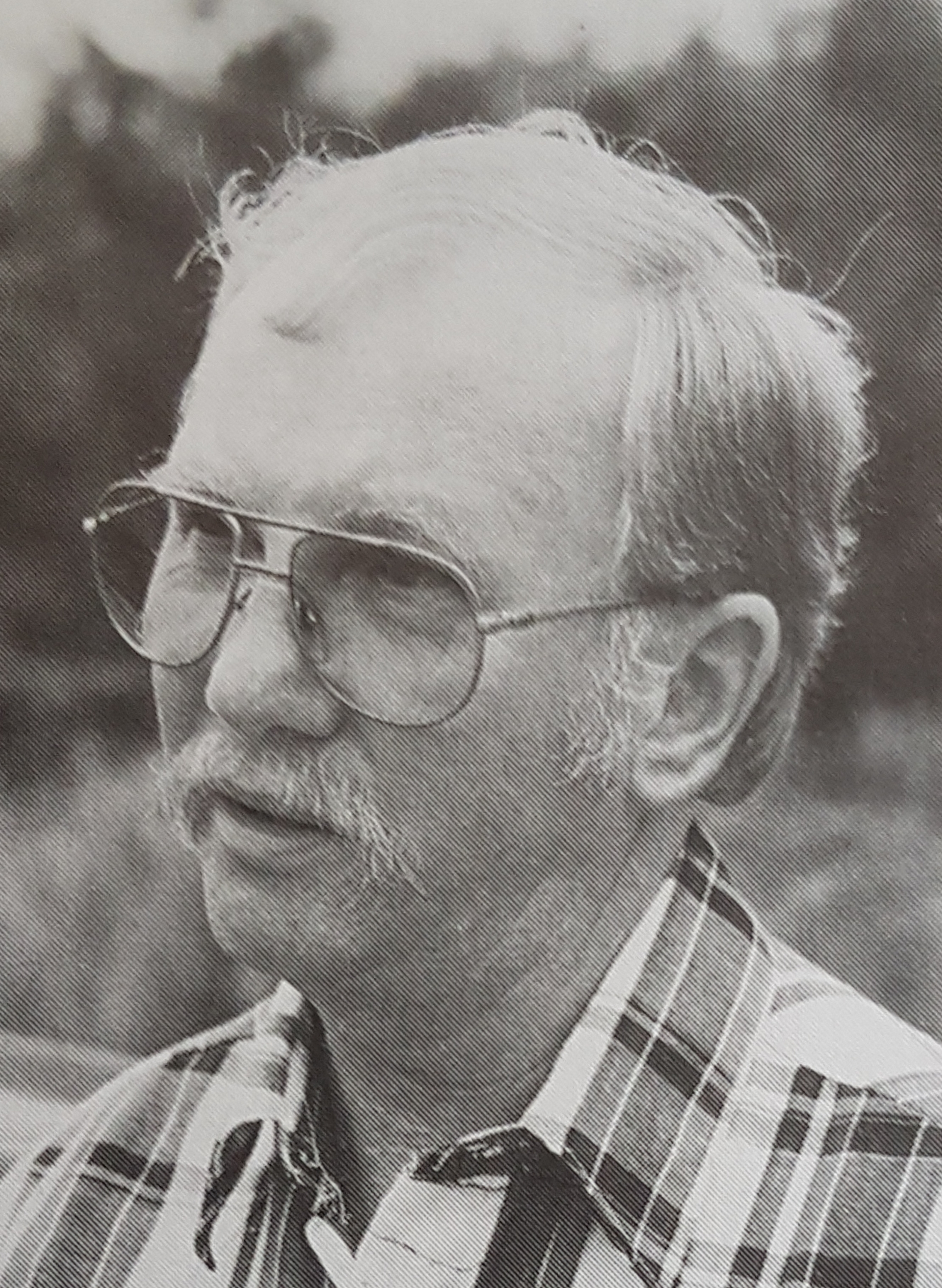
Göran Ax

Göran Ax (* 3. Dezember 1943 in Linköping; † 24. Februar 2018 in Eslöv) war ein schwedischer Segelflugweltmeister, Jagdpilot bei der Schwedischen Luftwaffe (J29, J35) und Linienpilot bei SAS Scandinavian Airlines. Er übte den Segelflugsport seit 1959 aus.

## Leben
Ax saß als Vertreter für Schweden in der IGC und war IGC bureau member. Am 19. August 1998 ereignete sich ein Unfall, an dem Ax beteiligt war. Beim Startvorgang bei der WM-Generalprobe in Bayreuth stieß er mit seinem slowenischen Sportkollegen Jani Skedelj zusammen; Skedelj kam dabei ums Leben, Ax konnte notlanden.

## Wirken
In den Jahren 1968 und 1993 wurde er in der offenen Herrenklasse Zweiter und 1978 belegte er in der 15-m-Klasse den dritten Platz.

## Erfolge
- Segelflug-Weltmeister 1972, Vrsac, Offene Klasse, Nimbus-2
- Segelflug-Weltmeister 1981, Paderborn, 15-Meter-Klasse, ASW 20[3]